# Почкалова Анфіса Сергіївна
Анфіса Сергіївна Почкалова (нар. 1 березня 1990) — українська фехтувальниця, що спеціалізується на змаганнях зі шпаги, бронзова призерка літньої Універсіади у Казані.

## Біографія

### Універсіада 2013
На літній Універсіаді, яка проходила з 6-о по 17-е липня у Казані Анфіса виступала у 2 дисциплінах. та завоювала бронзову медаль разом з Ксенією Плнтелеєвою, Оленою Кривицькою та Анастасією Івченко у командній шпазі. На шляху до медалей українки перемогли збірні Ізраїлю 45:44, Росії 45:42, у півфіналі поступились Франції 38:45, а у поєдинку за третє місце перемогли команду Польщі із рахунком 40:39 та здобули.
У індивідуальній шпазі Почкалова посіла 13 місце, що стало найкращим результатом серед українських шпажисток на цій універсіаді. В 1/8 фіналу українка поступилась майбутній чемпіонці універсіади кореянці А Лам Шин (14:15)..

### Виступи на Олімпіадах
| Олімпіада   | Дисципліна               | Стадія  | Супротивник | Результат | Місце | Стадія     | Супротивник | Результат | Місце | Загальне місце |
| Лондон 2012 | Фехтування шпага команда | 1/4 фін | Росія       | 34:45     | 2     | за 7 місто | Італія      | 40:45     | 2     | 8              |
| Ріо 2016    | Фехтування шпага команда | 1/4 фін | Китай       | 34:42     | 2     | за 7 місто | Франція     | 38:45     | 2     | 8              |

## Державні нагороди
- Медаль «За працю і звитягу» (25 липня 2013) — за досягнення високих спортивних результатів на XXVII Всесвітній літній Універсіаді в Казані, виявлені самовідданість та волю до перемоги, піднесення міжнародного авторитету України[6]